# ليتشفيلد (المملكة المتحدة)
ليتشفيلد (بالإنجليزية: Lichfield) هي مدينة كاتدرائية وأبرشية مدنية في ستافوردشاير، انجلترا. تقع ليتشفيلد على بعد حوالي 26 كم عن شمال برمنغهام، 13 كم عن جنوب شرق روجلي، 14 كم عن شمال شرق والسال، 12.7 كم شمال غرب تامورث، 21 كم جنوب غرب بورتون أبون ترنت، و29 كم جنوب شرق مقاطعة ستافورد. كما قدر عدد سكانها في إحصائية عام 2011 بـ 32.219 نسمة ومنطقة ليتشفيلد الأوسع بـ 100.700.
تشتهر ليتشفيلد بكاتدرائية القرون الوسطى المكونة من ثلاثة أبراج، وكانت مسقط رأس صموئيل جونسون؛ كاتب أول قاموس موثوق للغة الإنجليزية. بدأ التاريخ المسجل للمدينة عندما وصل الكاهن تشاد من مملكة مارسيا لتأسيس أبرشية ليتشفيلد الخاصة به عام 669 ميلادي والمستوطنة الخاصة بالمملكة. في عام 2009، تم العثور على خندق ستافوردشاير هورد، وهو أكبر خندق يحتوي على الذهب الأنجلو سكسوني والفضة، وقد تم العثور عليه على بعد 5.9 كم جنوب غرب ليتشفيلد.
تم تعزيز تطوير المدينة في القرن الثاني عشر في عهد روجر دي كلينتون، الذي قام بتحصين كاتدرائية كلوز وقام أيضًا بتهيئة المدينة بنمط شارع على شكل سلم لا يزال قائماً حتى يومنا هذا. كانت ذروة ليتشفيلد في القرن الثامن عشر، عندما تطورت إلى مدينة تدريب مزدهرة. كانت هذه فترة من النشاط الفكري العظيم، حيث كانت المدينة موطنًا للعديد من المشاهير بما في ذلك ديفيد جاريك، إيراسموس داروين، آنا سيوارد، وصموئيل جونسون والذي قال بأن ليتشفيلد كانت «مدينة الفلاسفة».
في اليوم الحالي؛ لا تزال المدينة تحتفظ بأهميتها القديمة كمركز كنسي، وتطورها الصناعي والتجاري والذي يعتبر محدودًا. يحتوي وسط المدينة على أكثر من 230 مبنى مدرج (بما في ذلك العديد من الأمثلة على العمارة الجورجية)، والذي يحافظ على الكثير من طابعها التاريخي.

## أصل اسم ليتشفيلد
أصل الاسم الحديث "ليتشفيلد" هو ذو شقين. في وول (3.5 كم جنوب المدينة الحالية) كانت هناك قرية رومانية بريطانية تسمى ليتوسيتوم وهو اسم مكان شائع باللغة البريتونيكية ويعني "الخشب الرمادي" والذي يشير إلى أنواع مختلفة من الأشجار البارزة في المناظر الطبيعية مثل شجرة الرماد والدردار. انتقل هذا الاسم إلى اللغة الإنجليزية القديمة باسم "ليكسيد"، باللغة الويلزية القديمة "لويتكويت" ثم لاحقًا بالإنجليزية القديمة "فيلد" أي "البلد المفتوح". هذه الكلمة "ليكسيدفيلد" هي أصل كلمة "ليتشفيلد". كما كانت تسمى سابقاً باسم "لاكتيفيلدا.
تشير أصول اللغة الشعبية إلى أن ألفًا من المسيحيين استشهدوا في ليتشفيلد حوالي عام 300 بعد الميلاد في عهد الإمبراطور اليوناني ديوكلتيانوس وأن اسم ليتشفيلد يعني في الواقع «حقل الموتى»، كما أنه لا يوجد دليل يدعم هذه الأسطورة، كما هو الحال مع العديد من أصول الكلام الشعبية.

## تاريخ

### عصور ما قبل التاريخ والعصور القديمة
أقرب دليل على الاستيطان في المدينة هي الأحجار الميزوليتية المكتشفة على أرض مرتفعة من مقبرة في كينسة سانت مايكل، مما قد يشير إلى صناعة النقوش في وقت مبكر. تم اكتشاف آثار مستوطنة من العصر الحجري الحديث على الجانب الجنوبي من مرتفعات الحجر الرملي التي تحتلها كاتدرائية ليتشفيلد.
تأسست قرية ليتوسيتوم سنة 50 ميلادي كحصن عسكري روماني، والتي تبعد 3.5 كم جنوب غرب ليتشفيلد، بالقرب من النقطة التي يتقاطع فيها شارع ليكنيلد مع شارع واتلينغ، وأصبحت مستوطنة مدنية مع حمام وقصر بحلول القرن الثاني. سقطت ليتوسيتوم وأصبحت في تدهور بحلول القرن الرابع وغادر الرومان بحلول القرن الخامس. كانت هناك بقايا رومانية بريطانية متناثرة في مدينة ليتشفيلد. ومن المحتمل أن المدفون الذي تم اكتشافه أسفل الكاتدرائية في عام 1751 كان رومانيًا بريطانيًا. لا يوجد دليل على ما حدث لـ ليتوسيتوم بعد مغادرة الرومان؛ ومع ذلك ربما ظهرت مدينة ليتشفيلد حيث أن سكان ليتوسيتوم انتقلوا إليها. تم إدراج قلعة قراي وود من قبل المؤرخ الويلزي نينيوس ضمن 28 مدينة بريطانية في كتابه هستوريا بريتونوم، على الرغم من أن هذه كانت ذكرى تاريخية إلى حد كبير لبريطانيا شبه الرومانية المبكرة.

### العصور الوسطى

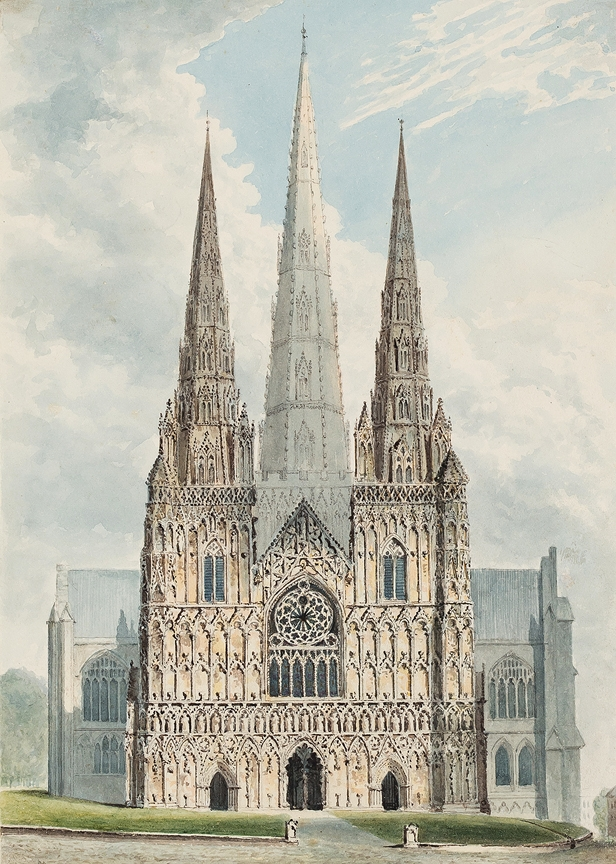
تم بناء كاتدرائية ليتشفيلد ذات الأبراج الثلاث بين عامي 1195 و1249.

التاريخ المبكر لليتشفيلد غامض، ولكن ذكرت لأول مرة في كتاب القديس بيدا «التاريخ الكنسي للشعب الإنجليزي» حيث أُطلق عليها اسم ليسيدفيلث ويشار إليه على أنه المكان الذي وضع فيه القديس تشاد من مرسيا الكرسي الأسقفي للمرسيين عام 669. تبرع أول ملك مسيحي من مرسيا؛ وولفير، بأرض في ليشفيلد للقديس تشاد لبناء الدير. وبسبب هذا استقر المركز الكنسي لمرسيا باسم أبرشية ليتشفيلد، التي كانت على بعد حوالي 11 كم شمال غرب مقر ملوك مرسيا في مدينة تامورث.
في يوليو 2009، تم اكتشاف مجموعة ستافوردشاير هورد، وهي أكبر مجموعة من الذهب الأنجلو ساكسوني تم العثور عليها على الإطلاق، في حقل في أبرشية هاميرويتش، على بعد 6.4 كم جنوب غرب ليتشفيلد؛ ومن المحتمل أن يكون قد أودع في القرن السابع.
تم بناء الكاتدرائية الأولى في الموقع الحالي عام 700 عندما بنى الأسقف هايدي كنيسة جديدة لإيواء عظام القديس تشاد، والتي أصبحت مركزًا لضريح مقدس للعديد من الحجاج عندما توفي عام 672. زاد من هيبة المدينة عندما دفن الملكين وولففير عام 674 وسولريد عام في 716 في كاتدرائية ملوك مرسيا. في عام 786، جعل الملك أوفا المدينة من المدينة أسقفية ذات سلطة على جميع الأساقفة من نهر هامبر إلى نهر التايمز. وتم تعيين الأسقف هايجبيرت كرئيس للأساقفة. عند وفاة الملك أوفا عام 796؛ تضاءلت قوة ليتشفيلد، وفي عام 803، أعاد البابا ليون الثالث الأسبقية إلى كانتربري بعد 16 عامًا فقط.
في عام 833 ميلادي، تم ذكر المدينة في كتاب هستوريا بريتونوم من بين 28 مدينة في بريطانيا ذُكرت.
خلال القرن التاسع، دمر الفايكنج الدنماركيون مملكة مرسيا. كانت ليتشفيلد نفسها غير محصورة وتم نهب الكاتدرائية، لذلك نقل الأسقف بيتر الكرسي الأسقفي مدينة تشيستر المحصنة والأكثر ثراءً في عام 1075. في وقت صدور كتاب يوم الحساب في عام 1086؛ تم إدراج ليتشفيلد كقرية صغيرة. كان حاكمها هو أسقف مدينة تشيستر حتى عهد الملك إدوارد السادس.

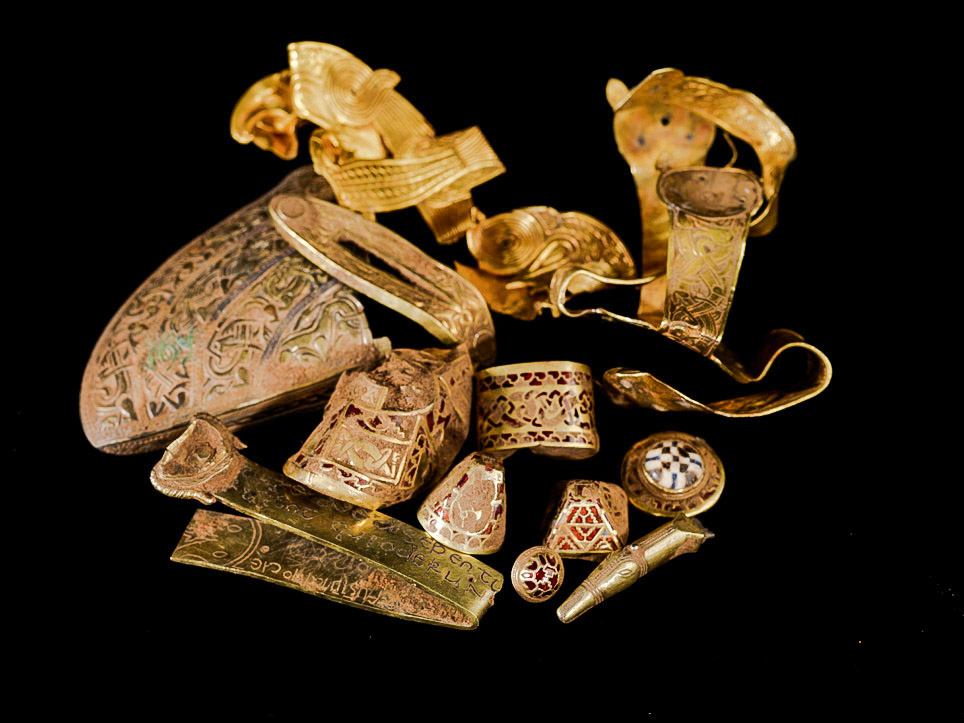
تم اكتشاف مجموعة ستافوردشاير هورد في حقل بالقرب من ليتشفيلد.

في عام 1102، نقل خليفة الأسقف بيتر؛ روبرت دي ليميسي، الكرسي الأسقفي من مدينة تشيستر إلى مدينة كوفنتري. كان لدى أسقف كوفنتري وليتشفيلد مقاعد في كلا الموقعين، وبدأ العمل في الكاتدرائية القوطية الحالية في ليتشفيلد في عام 1195. (في عام 1837، اكتسب كرسي ليتشفيلد مكانة مستقلة، وتم اعتماد أسلوب «أسقف ليتشفيلد».

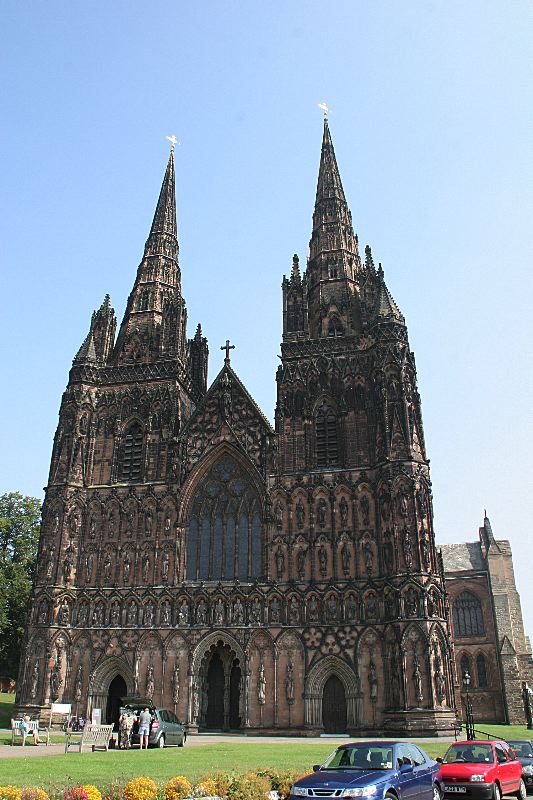
كاتدرائية ليشفيلد في العصر الحديث.

كان الأسقف روجر دي كلينتون مسؤولاً عن تحويل المستوطنات المتناثرة جنوب بحيرة مينستر إلى شوارع بها سلالم والقائمة إلى هذا اليوم. يرتبط شارع السوق وشارع واد وشارع بور وفروغ لين بشارع دام وشارع كوندويت وحي بيكرز على جانب واحد مع شارع بيرد وشارع سانت جون على الجانب الآخر. قام الأسقف دي كلينتون أيضًا بتحصين كاتدرائية كلوز وإحاطة المدينة ببنك وخندق، وتم إنشاء بوابات حيث تعبر الطرق المؤدية إلى البلدة الخندق. في عام 1291 تعرضت ليتشفيلد لأضرار جسيمة من جراء حريق دمر معظم المدينة، لكن كاتدرائية ليتشفيلد نجت من الحريق.
في عام 1387، أعطى ريتشارد الثاني ميثاق تأسيس نقابة القديسة مريم والقديس يوحنا المعمدان. عملت هذه النقابة كحكومة محلية، حتى حلها من قبل الملك إدوارد السادس، الذي ضم المدينة في عام 1548.

### العصرالحديث

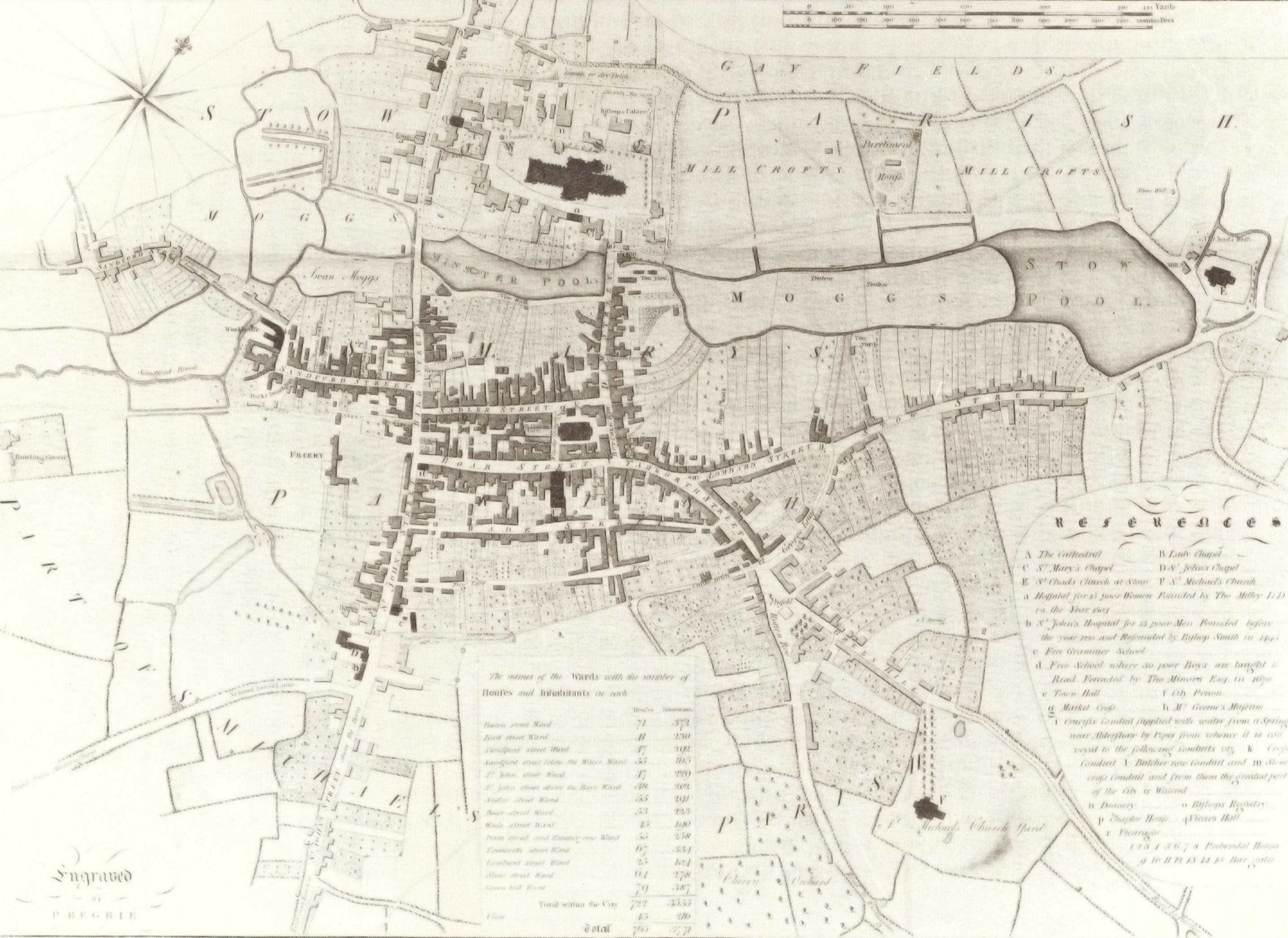
خريطة ليتشفيلد في عام 1781.

كان لسياسات الملك هنري الثامن تأثير كبير على ليتشفيلد. أدى الإصلاح الإنجليزي إلى اختفاء قدوم الحجاج بعد تدمير ضريح سانت تشاد في عام 1538، والذي كان خسارة كبيرة لازدهار المدينة الاقتصادي. في تلك السنة أيضًا تم حل ضريح فريري الفرنسيسكان، وتحول الموقع إلى ملكية خاصة. واصل التدهور الاقتصادي في المدينة عقب تفشي الطاعون في عام 1593، مما أدى إلى وفاة أكثر من ثلث السكان بالكامل.
تم حرق ثلاثة أشخاص على المحك بسبب تهمة الهرطقة في عهد الملكة ماري الأول. كان اخر حرق عام في ليتشفيلد بتاريخ 11 أبريل 1612، عندما تم إعدام إدوارد وايتمان من بورتون أبون ترينت بالحرق في شارع السوق لترويجه لنفسه على أنه الفارقليط الإلهي ومخلص العالم.

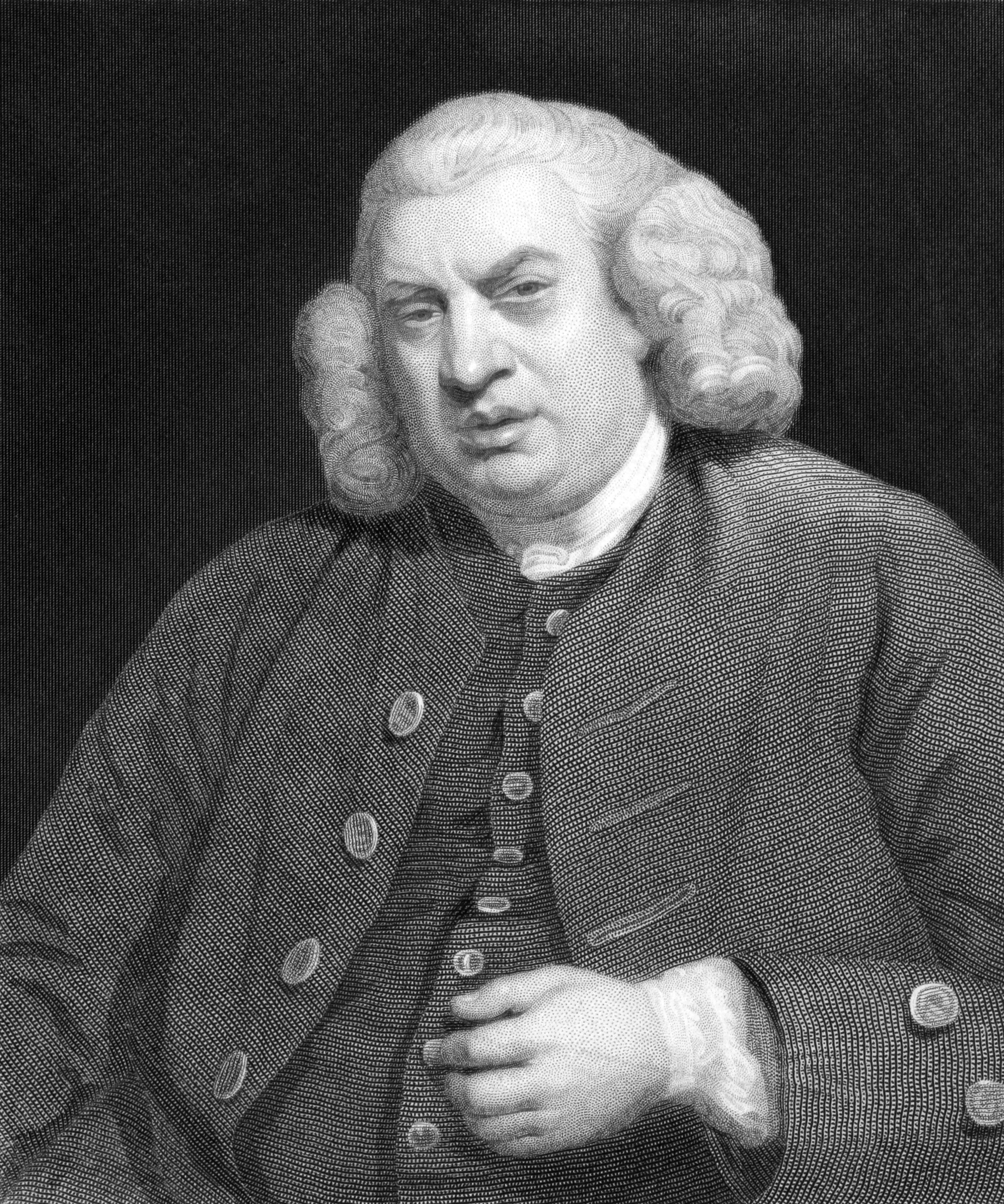
ولد الكاتب صاموئيل جونسون في شارع بريدماركت عام 1709.

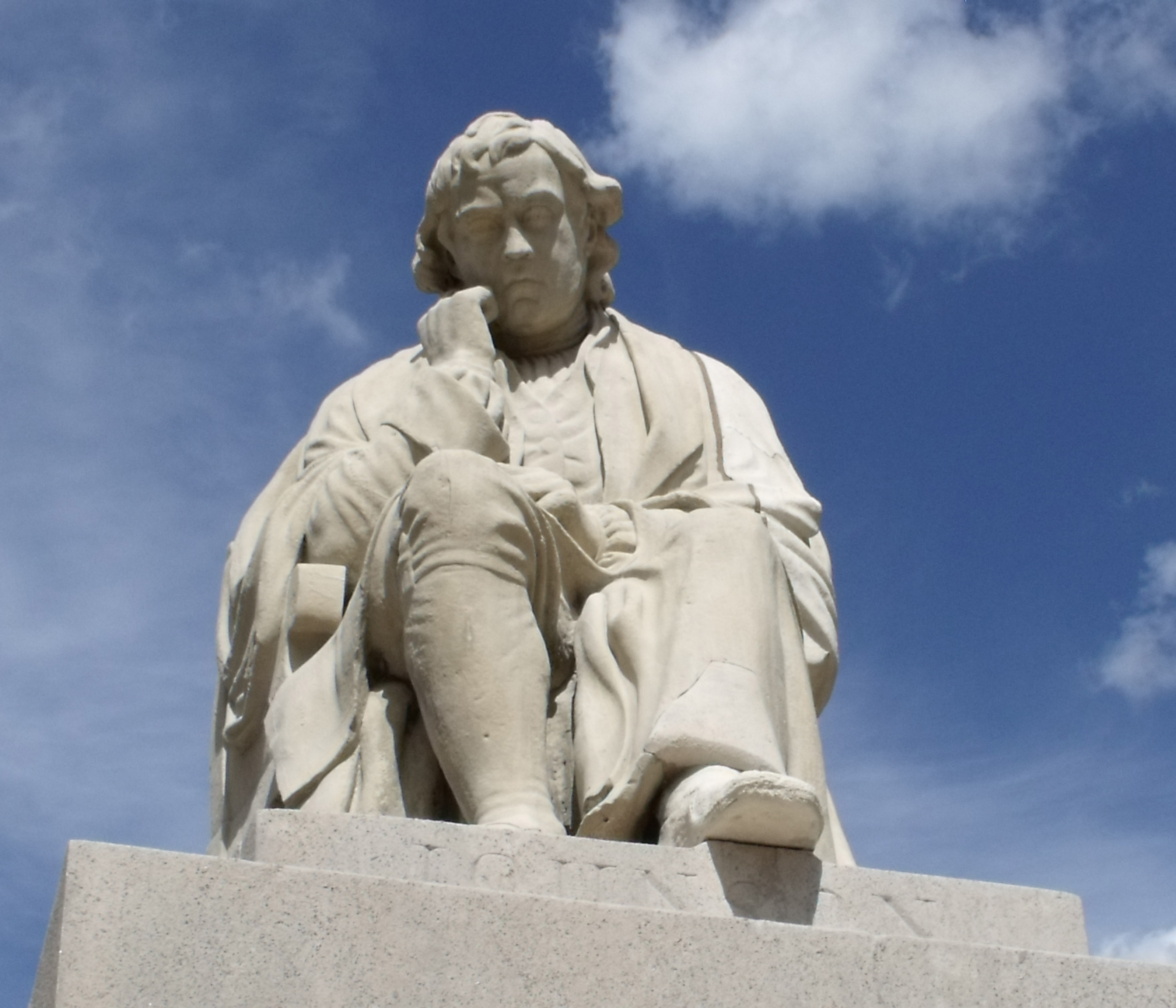
تمثال جونسون في ساحة التسوق بليتشفيلد.

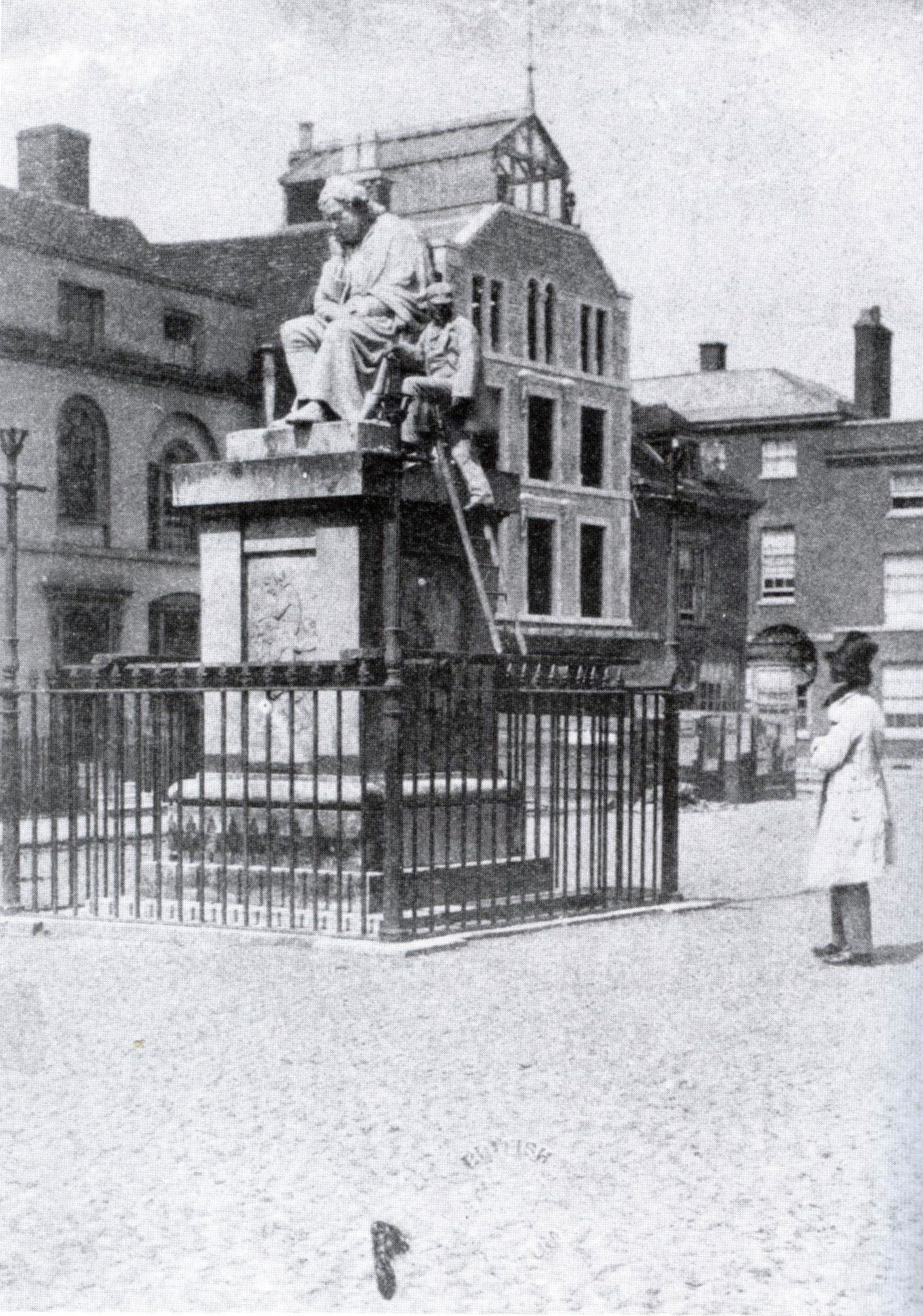
تصوير لريتشارد كوكل لوكاس (نحات) لتمثال جونسون والذي التقط عام 1859.

بدأت ليتشفيلد في تطوير تجارة تدريب مفعمة بالحيوية كمحطة توقف على الطريق المزدحم بين لندن وتشيستر من خمسينيات القرن السادس عشر فصاعدًا، مما جعلها المدينة الأكثر ازدهارًا في مقاطعة ستافوردشاير. في القرن الثامن عشر، وصلت المدينة إلى ذروتها الإقتصادية في الفترة من 1800 إلى 1840، وازدهرت كمدينة تدريب مزدحمة على الطرق الرئيسية من لندن إلى الشمال الغربي وبرمنغهام إلى الشمال الشرقي. أصبحت أيضًا مركزًا للنشاط الفكري العظيم، حيث كانت موطنًا للعديد من المشاهير بما في ذلك صموئيل جونسون، وديفيد جاريك، وإيراسموس داروين، وآنا سيوارد؛ دفع هذا إلى ملاحظة جونسون بأن ليتشفيلد كانت «مدينة الفلاسفة». في عشرينيات القرن الثامن عشر، كما وصفدانيال ديفو ليتشفيلد بأنها «مدينة كبيرة، رائعة، أنيقة، غير مبالية وجيدة البناء»، وهي المدينة الرئيسية في المنطقة بعد تشيستر. خلال أواخر القرن الثامن عشر وأوائل القرن التاسع عشر، أعيد بناء جزء كبير من المدينة التي تعود للقرون الوسطى مع مباني ذات الطراز الجورجي المبنية من الطوب الأحمر والتي لا تزال موجودة حتى يومنا هذا. خلال هذه الفترة أيضًا، خضعت البنية التحتية للمدينة تحسينات كبيرة، مع أنظمة الصرف الصحي تحت الأرض والشوارع المعبدة وإضاءة الشوارع التي تعمل بالغاز. تم تشكيل كتيبة مشاة تابعة للجيش البريطاني في ليتشفيلد عام 1705 على يد العقيد لوك للينغستون في حانة كينغز هيد في شارع بيرد. في عام 1751 أصبح اسم الكتيبة 38th of foot، وفي 1783 أصبحت كتيبة ستافوردشاير الأول؛ بعد إعادة التنظيم في عام 1881 أصبحت الكتيبة الأولى من كتيبة ستافوردشاير الجنوبي.

### أواخر العصر الحديث والمعاصر
أشار وصول الثورة الصناعية والسكك الحديدية في عام 1837 إلى نهاية موقع ليتشفيلد كمركز مهم لتنظيم حركة المرور.
تم بناء أول منازل المجالس في منطقة ديمبلز بالمدينة في الثلاثينيات. جلب اندلاع الحرب العالمية الثانية أكثر من 2000 شخص تم إجلاؤهم من المناطق الصناعية. ومع ذلك نجت ليتشفيلد بشكل طفيف بسبب الافتقار إلى الصناعات الثقيلة في المدينة على الرغم من وجود غارات جوية بين عامي 1940 و1941 وقتل ثلاثة من مواطنين ليتشفيلد.خارج المدينة، أقلعت قاذفة القنابل فيكرز ويلينغتون على بعد 3.2 كم شمال شرق ليتشفيلد؛ من مطار فرادلي والذي كان يُعرف باسم راف ليتشفيلد. بعد الحرب؛ بنى المجلس العديد من المنازل الجديدة في الستينيات، بما في ذلك بعض الشقق الشاهقة، في حين شهدت أواخر السبعينيات وأوائل الثمانينيات بناء عقار سكني كبير في متنزه بولي في جنوب شرق المدينة. تضاعف عدد سكان المدينة ثلاث مرات بين عام 1951 وأواخر الثمانينيات.
استمرت المدينة في التوسع إلى الغرب، كانت منطقة داروين/السكنية قيد التطوير لعدد من السنوات كما زاد عدد سكان المدينة بنحو 3000 نسمة. تمت الموافقة على خطط إنشاء مجمع جديد للتسوق الترفيه بقيمة 100 مليون إسترليني مقابل محطة ليتشفيلد سيتي، وسمي المجمع باسم فريارغيت. كما تم وضع خطط أخرى كهدم مركز الشرطة ومحطة الحافلات ومرآب فورد وموقف السيارات متعدد الطوابق لإفساح المجال لـ 22000 متر2 من مساحة البيع بالتجزئة و2000 متر2 من المرافق الترفيهية، والتي تتكون من متجر رئيسي، وسينما بست شاشات، وفندق، و37 محل فردي و 56 شقة. ولكن هذه الخطط لم تمض قدمًا.

## الحكومة

### حكومة محلية
مجلس المدينة (ينبغي عدم الخلط بينه وبين مجلس مقاطعة ليتشفيلد، الذي يتمتع بسلطة على منطقة أوسع من مدينة ليتشفيلد) يضم 28 عضوًا (من تسعة أجنحة في بولي بارك، بولتن أولد رود ويست، شادسمايد، كوربورو، طريق غاريك، سانت جون، وطريق بنتاير وستو)، الذين يتم انتخابهم كل أربع سنوات. بعد انتخابات مجلس الأبرشية لعام 2019 ظل حزب المحافظون مسيطرين بشكل عام، حيث تم تقسيم المقاعد الـ 28 بين حزب المحافظين (16)، وحزب الديمقراطيين الليبراليون (8)، وحزب العمال (3) والمستقلين (غير الحزبيين) (1) الذين انضموا لاحقًا إلى حزب العمال. ذا رايت وورشيبفول (لقب استخدم للعمداء) عمدة ليتشفيلد (حاليًا المستشارة ديبورا فرانسيس بيكر) هو الرئيس المدني للمجلس ويترأس اجتماعات المجلس. يعين المجلس أيضًا قائدًا للمجلس ليكون الشخص الرئيسي المسؤول عن قيادة الشؤون السياسية والمتعلقة بالسياسات للمجلس. القائد الحالي للمجلس هو المستشار مارك وارفيلد. ليتشفيلد هي واحدة من 15 بلدة ومدينة فقط في إنجلترا وويلز والتي تعين عمدة لللمدينة.

### أعضاء البرلمان
أرسلت دائرة ليتشفيلد عضوين إلى البرلمان عام 1304 وإلى عدد قليل من البرلمانات التالية، لكن التمثيل لم يصبح منتظمًا حتى عام 1552؛ في عام 1867 فقدت عضوًا واحدًا، وفي عام 1885 أدمج تمثيلها في دائرة المقاطعة.

## جغرافيا
تغطي ليتشفيلد مساحة حوالي 14 كم2 في الجنوب الشرقي من مقاطعة ستافوردشاير في منطقة ويست ميدلاندز بإنجلترا. وحوالي 25 كم شمال برمنغهام و200 كم شمال غرب لندن. تقع المدينة بين مرتفعات كانوك تشيس في الغرب ووديان نهري ترينت وتامي من الشرق. يقع تحتها الحجر رملي الأحمر، والذي ترسب خلال الظروف الصحراوية القاحلة في العصر الترياسي. تقع ميرسيا مودستون أسفل الأجزاء الشمالية والشمالية الشرقية للمدينة باتجاه إيلمرهست وكوربورو. يوجد الحجر الرملي الأحمر الكامن وراء غالبية ليتشفيلد في العديد من المباني القديمة، بما في ذلك كاتدرائية ليتشفيلد وكنيسة سانت تشاد.

تم بناء المدينة على جانبي وادي ضحل يتدفق فيه نهرين من الغرب؛ ترونكفيلد بروك وليمونسلي بروك، ومنهما يمتد نهر كوربورو بروك إلى الشمال الشرقي، ويتدفق في النهاية إلى نهر الترينت. تم سد النهرين جنوب الكاتدرائية في شارع دام لتشكيل بركة مينستير وبالقرب من طريق سانت تشاد لتشكيل بركة ستو.

### الضواحي
- حديقة بولي
- تشادسميد
- كنيسة المسيح
- حديقة داروين
- ذا دامبلز
- ليومانسلي
- نيذر ستو
- ساند فيلدز
- ستو
- ستريتهاي
- وادي ترينت

## ديموغرافيا
في تعداد 2011، بلغ عدد سكان مدينة ليتشفيلد 32219. 96.5٪ من سكان المدينة بيض و66.5٪ مسيحيون. 51٪ من السكان فوق سن 16 كانوا متزوجين. 64٪ موظفون و21٪ متقاعدون. كل هذه الأرقام كانت أعلى من المعدل الوطني.
| تعداد السكان | 3,040 | 3,555 | 4840  | 6252  | 7900  | 8616 | 8393  | 8507  | 10,260 | 14090 | 22,660 | 25400 | 28666 | 27900 | 32219 |
| ٪ ±          | -     | 16.9٪ | 36.1٪ | 29.2٪ | 26.4٪ | 9.1٪ | -2.6٪ | 1.35٪ | 19.1٪  | 37.3٪ | 60.8٪  | 12.1٪ | 12.9٪ | -2.7٪ | 15.5٪ |

## اقتصاد

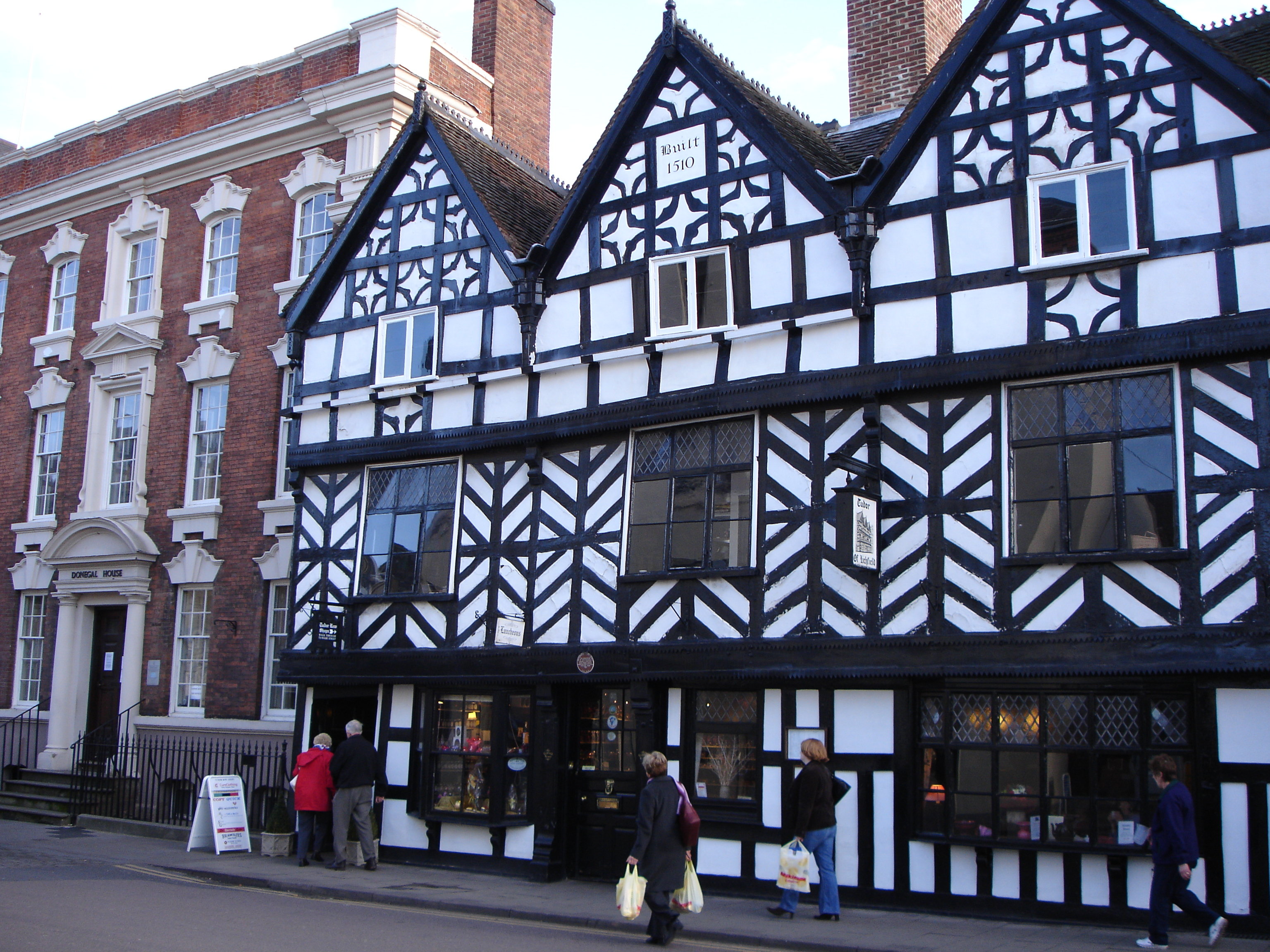
تم بناء مقهى تودور في شارع بور في عام 1510.

توقع مجلس مقاطعة ليتشفيلد أنه بمجرد الانتهاء من تطوير مجمع فريارغيت الجديد للتسوق والترفيه، سيتمكن أن يجتذب 11000 زائر إضافي إلى المدينة كل شهر، مما يولد مبيعات سنوية تبلغ حوالي 61 مليون جنيه إسترليني ويمنح مئات الوظائف في المدينة.

## الثقافة والمجتمع

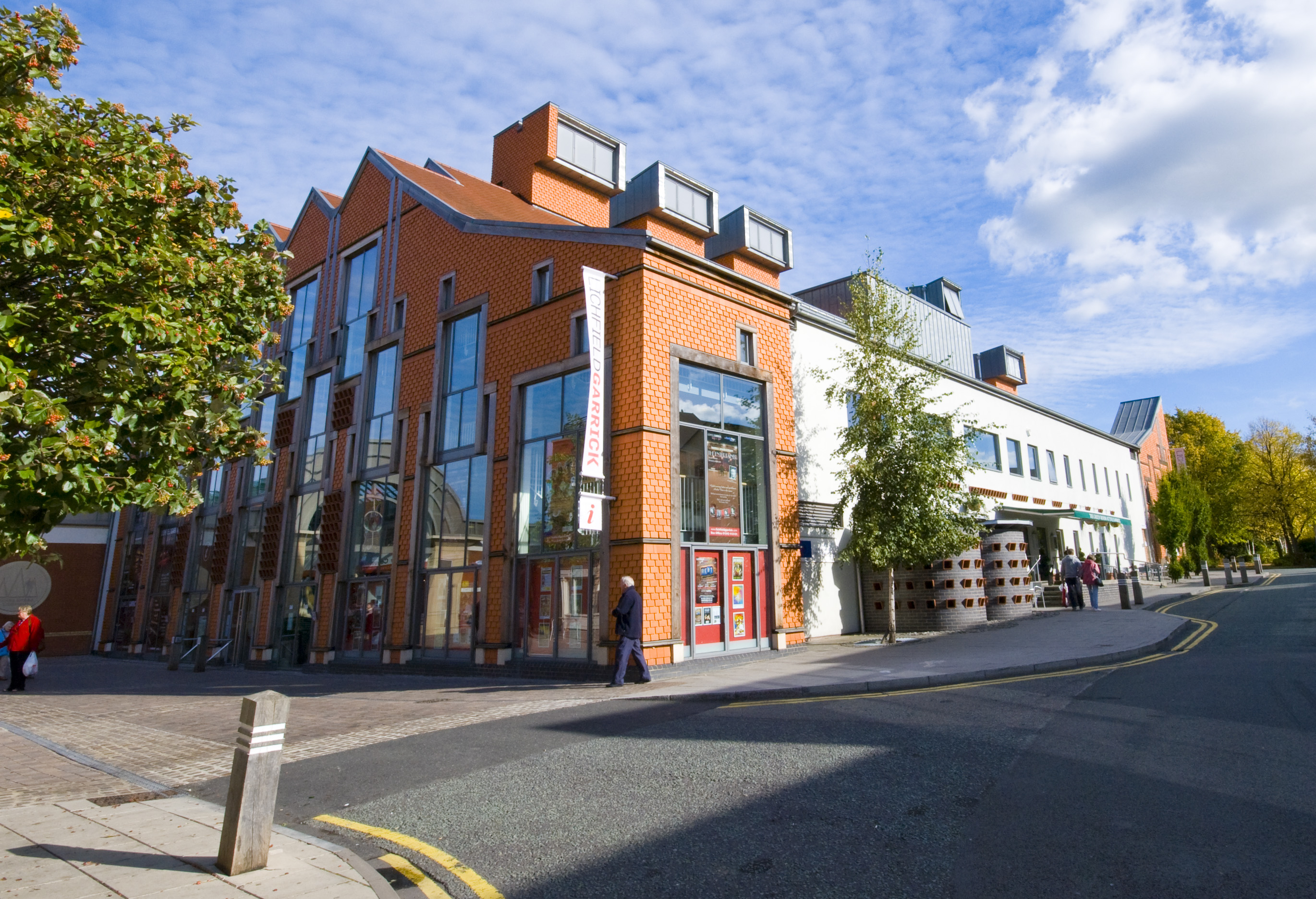
تم بناء مسرح ليتشفيلد غاريك في عام 2003.

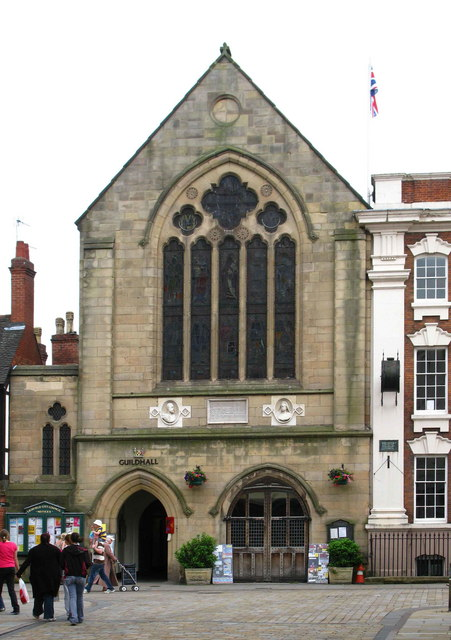
Lichfield Guildhall (قاعة نقابة ليتشفيلد)، اكتمل بناؤها في عام 1848

### حضارة
يقام مهرجان ليتشفيلد جرينهيل باور سنويًا في عطلة الربيع. نشأ المهرجان من الاحتفال الذي أقيم بعد محكمة آري (طريقة للتحقق من أعداد الرجال القادرين على القتال) في القرن الثاني عشر، وقد تطور المهرجان إلى شكلٍ أحدث، لكنه احتفظ بالعديد من تقاليده القديمة. بعد إعادة إنشاء محكمة آري في قاعة النقاب، شق موكب من الفرق الموسيقية ورجال رقصة موريس (شكل من أشكال الرقص الشعبي الإنجليزي) وعوامات الكرنفال طريقهم عبر المدينة وتتوج ملكة باور خارج القاعة. هناك مهرجانات في وسط المدينة، ومعرض آخر ومخيم في حديقة بيكون.
يقام مهرجان ليتشفيلد وهو مهرجان دولي للفنون، كل شهر يوليو منذ 30 عامًا. المهرجان هو احتفال بالموسيقى الكلاسيكية والرقص والدراما والسينما والجاز والأدب والشعر والفنون البصرية والموسيقى العالمية. تقام الأحداث في العديد من الأماكن في جميع أنحاء المدينة ولكن تتركز في كاتدرائية ليتشفيلد ومسرح غاريك. تشمل الأحداث الشهيرة مثل سوق القرون الوسطى في كاتدرائية كلوز وعروض الألعاب النارية الذي يختتم المهرجان به.
تُقام كل ثلاث سنوات مسرحية ليتشفيلد ميستريس، وهو أكبر حدث مسرحي مجتمعي في البلاد، في الكاتدرائية وفي ماركت بلايس، وهو يتألف من دورة من 24 مسرحية على غرار العصور الوسطى يشارك فيها أكثر من 600 ممثل هاوي. تشمل المهرجانات الصيفية الأخرى في عطلة نهاية الأسبوع مهرجان ليتشفيلد فولك ومهرجان ليتشفيلد ريل آلي ومهرجان جاز وبلوز.

## تعليم

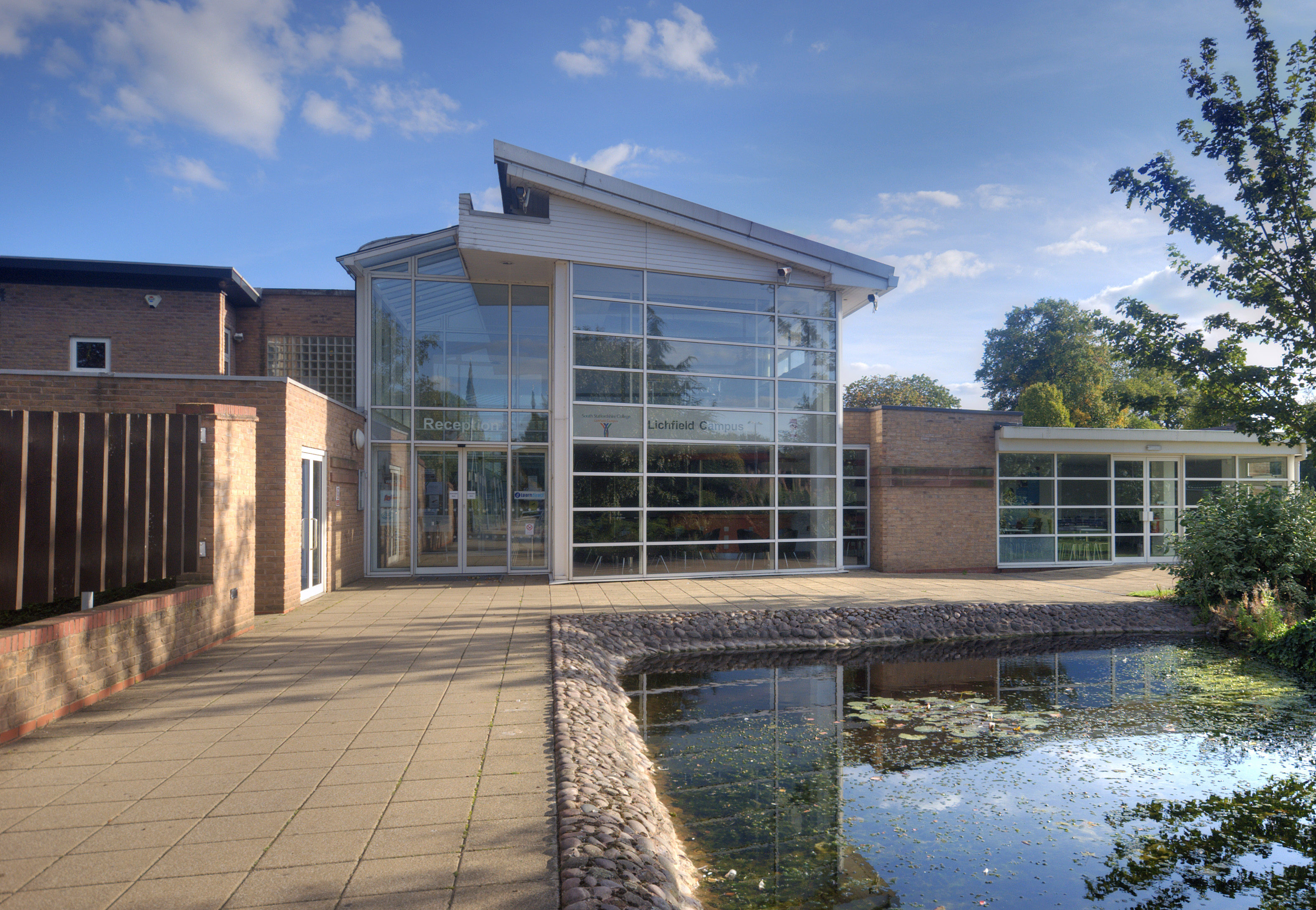
المدخل الرئيسي لحرم ليتشفيلد الجامعي لجامعة ستافوردشاير.

بالإضافة إلى تسع مدارس ابتدائية ومدرسة أطفال واحدة؛ يوجد في ليتشفيلد ثلاث مدارس ثانوية:
- مدرسة فرياري
- مدرسة الملك إدوارد السادس (كانت تسمى مدرسة ليتشفيلد غرامر سابقًا)
- مدرسة نيذر ستو، مدرسة شاملة مع كلية متخصصة في الرياضيات والحوسبة.

هناك مدرستان مستقلتان:
- مدرسة كاتدرائية ليتشفيلد: مدرسة مختلطة للأعمار من 3 إلى 18عامًا، ومقرها في كاتدرائية كلوز ولندن.
- مدرسة مابل هايز: مدرسة خاصة للأطفال المصابين بعسر القراءة.

يقع حرم ليتشفيلد بجامعة ستافوردشاير وكلية ساوث ستافوردشاير في فرياري. تم افتتاح مرفق الحرم الجامعي في عام 1998 ويقدم دورات تعليمية إضافية وعالية تصل إلى درجة الماجستير. وافتتحت في عام 2006 مدرسة للفنون والتصميم والإعلام بقيمة 3 ملايين جنيه إسترليني، تقع في أماكن إقامة مخصصة لهذا الغرض. حصلت هذه المنشأة على أعلى درجة ممكنة من «المخصصات المعلقة» في أحدث تقرير فُحص لأوفستيد.

## رياضة
تاريخياً كانت لعبة الرغبي أكثر شعبية في المدينة من كرة القدم ويرجع ذلك إلى حد كبير إلى حقيقة أنها كانت الرياضة الرئيسية في مدرسة ليتشفيلد غرامر. ومع ذلك ظلت كلتا الرياضتين على مستوى الهواة. تأسس نادي اتحاد رغبي ليتشفيلد لكرة القدم (Lichfield RUFC) في عام 1874. اعتبارًا من موسم 2011-12 أصبحوا يلعبون في دوري ويست ميدلاندز 1، وهو المستوى السادس من نظام اتحاد الرغبي الإنجليزي.
يلعب نادي ليتشفيلد سيتي لكرة القدم (Lichfield City F.C) في القسم الأول من دوري ميدلاند لكرة القدم بعد الترقية في عام 2012.
يخدم ليتشفيلد أربعة ملاعب غولف، بما في ذلك ملعب السلطة المحلية المكون من 18 حفرة في متنزه بيكون والآخرون هم: نادي دانفورد مورس للغولف، وهو منشأة جديدة في جنوب المدينة توفر مرفقًا من 9 حفر للأجور واللعب. أكاديمية روبرت روك، وهي أكاديمية للتدريب وفيها منطقة خاصة لممارسة تسديدات الغولف.

## شخصيات ليتشفيلد البارزة

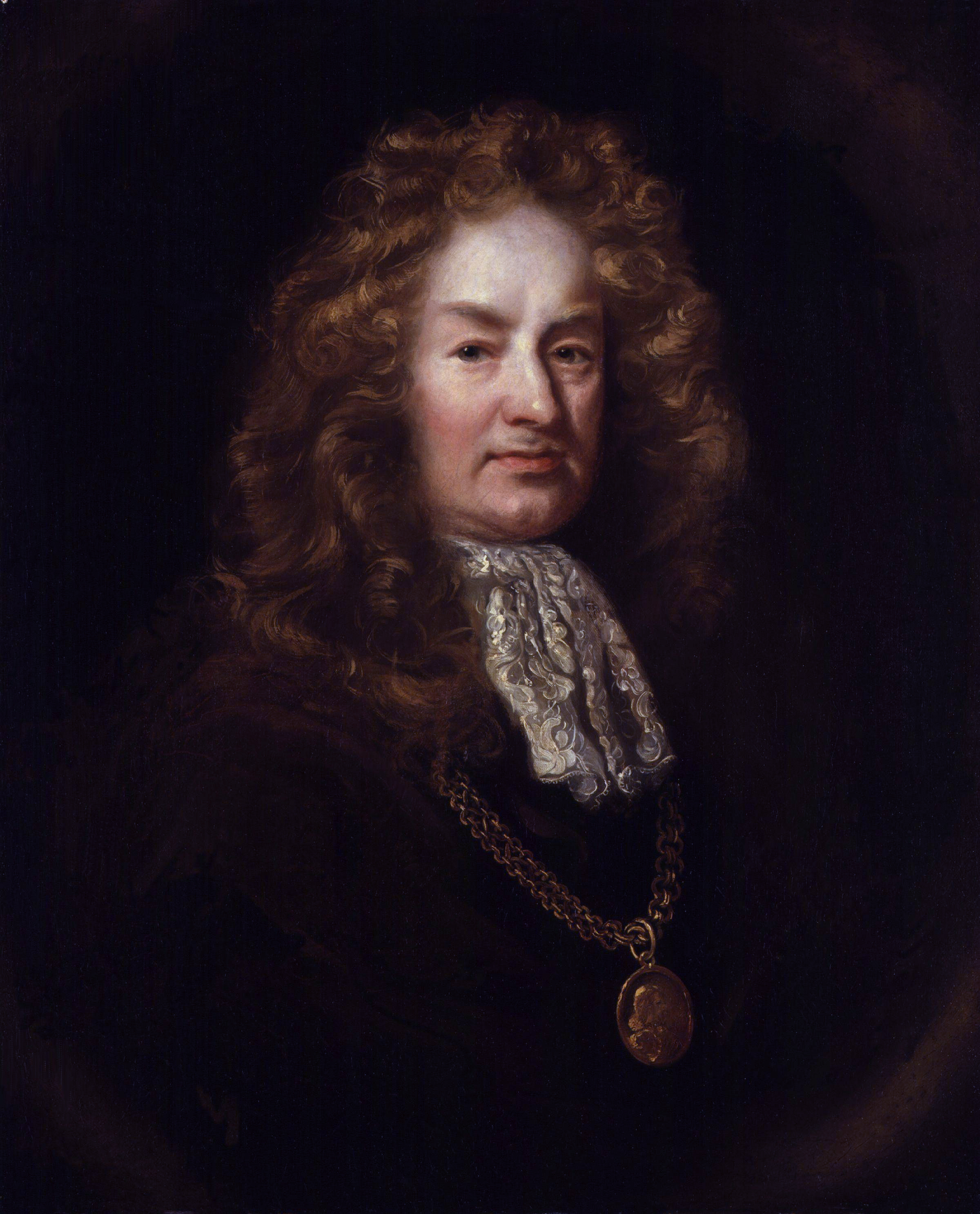
إلياس أشمولي.

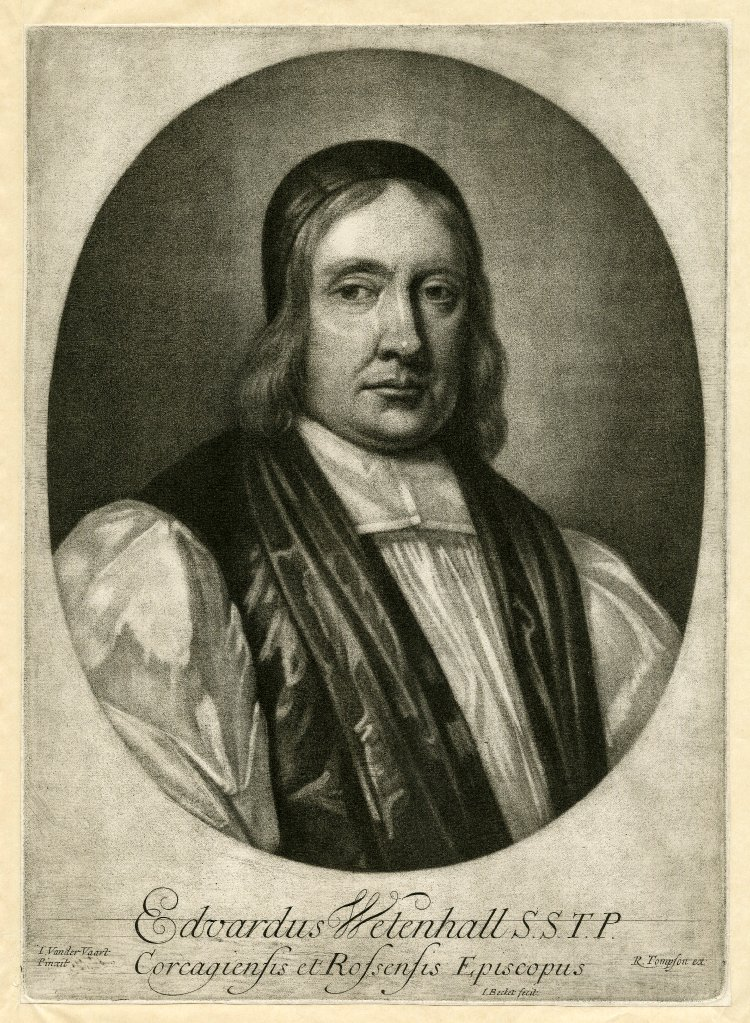
إدفاردوس ويتنهال.

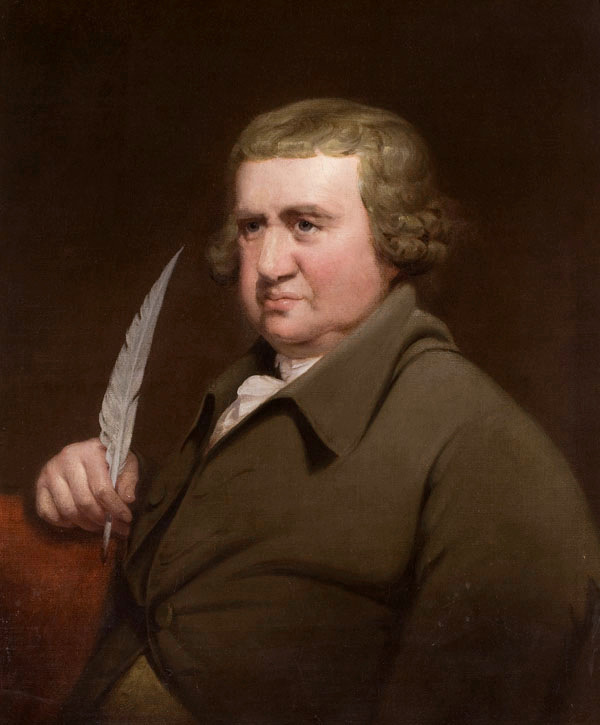
إراسموس داروين عام 1792.

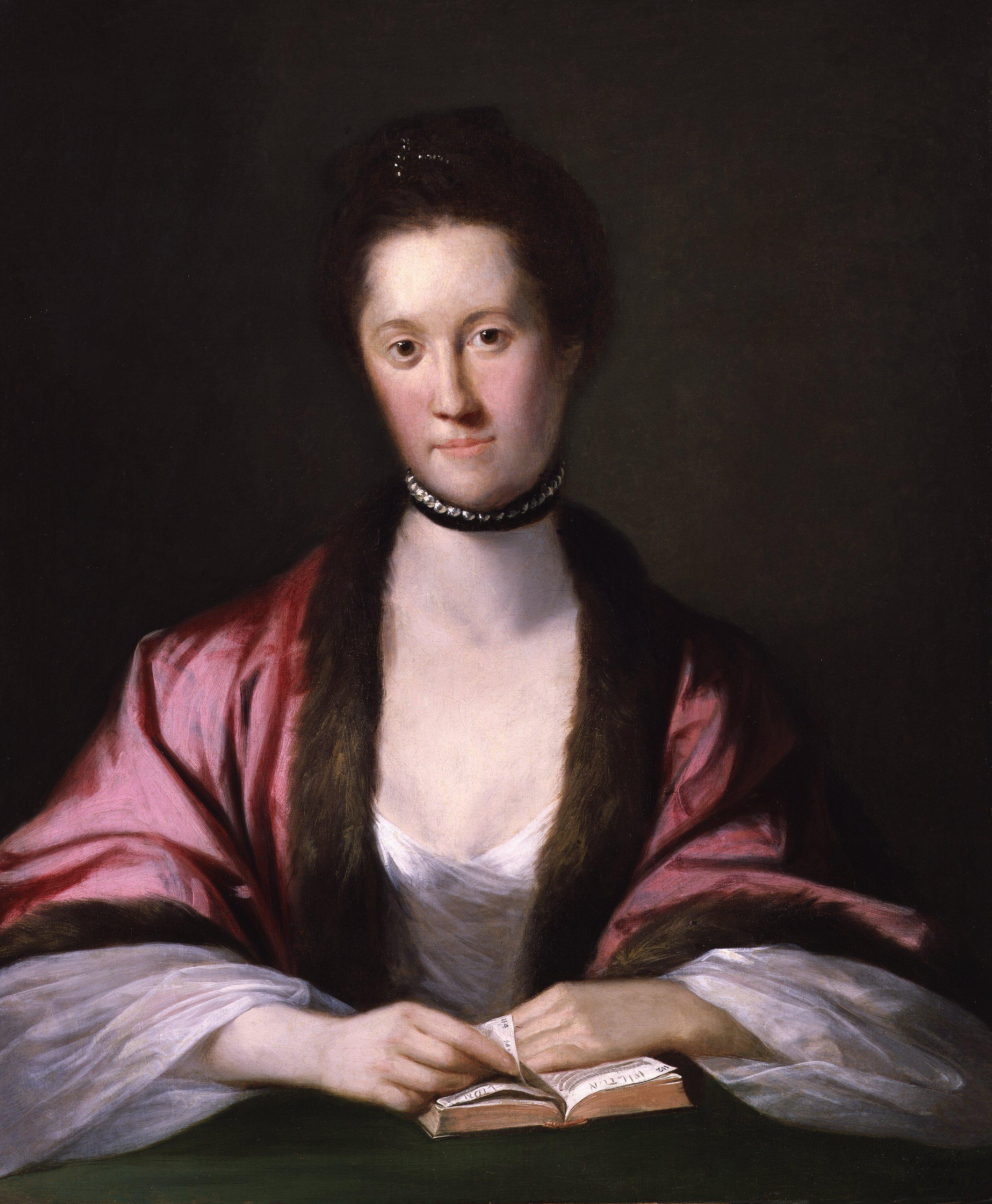
آنا سيوارد.

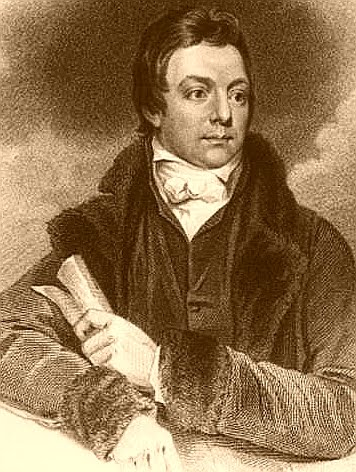
هنري سولت.

### القرن السادس عشر
- إدوارد ويتمان (1566–1612)، آخر شخص[31] في إنجلترا يُحرق على المحك للبدعة، في ساحة سوق ليتشفيلد.
- إدموند جينينغز (1567-1591)، كاهن يسوعي[32] وشهيد.

### القرن السابع عشر
- توماس ماينورز (1609-1677) تاجر وسياسي من 1654 إلى 1677،[33] ومفوض للفضائح الوزارية.
- مايكل بيدولف (1610-1666) انتخب عضوًا في البرلمان[34] عن ليتشفيلد في عام 1660 في برلمان المؤتمر.
- إلياس أشمولي (1617–1692)، سياسي وعالم آثار[35] ومنجم وخيميائي. مؤسس متحف اشموليان.
- إدوارد ويتنهول (1636-1713) أسقف إنجليزي[36] لكنيسة إيرلندا.
- غريغوري كينغ (1648-1712) عالم أنساب[37] ونقّاش وإحصائي.
- جون فلوير (1649 - 1734)، طبيب[38] ومؤلف
- ريتشارد ديوت (1667-1719) عضوًا في البرلمان[39] عن ليتشفيلد 1690/1695، وأعيد انتخابه في 1698/1708، وانتخب مرة أخرى 1710/1715
- جوزيف أديسون (1672-1719)، كاتب مقالات[40] وشاعر وكاتب مسرحي وسياسي.
- جيلبرت والميسلي (1680-1751) محامي[41] وصديق صاموئيل جونسون، مدفون في قبو بالقرب من الجانب الجنوبي من كاتدرائية ليتشفيلد.
- ثيوفيلوس ليفيت (1693-1746) محامي وكاتب بلدة ليتشفيلد وسياسي ومالك أرض.

### القرن الثامن عشر
- جون وايت (1700-1766) مخترع، بالتحديد آلة الغزل.
- توماس نيوتن (1704-1782) رجل دين وعالم الكتاب المقدس وأسقف أبرشية بريستول من 1761 إلى 1782.
- صاموئيل جونسون (1709-1784) يعرف عادة باسم الدكتور جونسون، كان كاتبًا، شاعرًا وكاتبًا مسرحيًا، كاتب مقالات، خبيرًا أخلاقيًا، ناقدًا أدبيًا، كاتب سير ذاتية‘ محررًا ومؤلف قواميس
- ريتشارد غرين (1716-1793) عالم آثار وجامع تحف نادرة..
- ديفيد جاريك (1717-1779)، ممثل وكاتب مسرحي ومنتج ومدير مسرحي.
- إراسموس داروين (1731-1802)، عالم ومخترع وجد تشارلز داروين.
- آنا سيوارد (1742-1809)، شاعرة رومانسية، مؤلفة وكاتبة رسائل.
- ريتشارد لوفيل إيدجورث (1744-1817)، سياسي، كاتب، مخترع، عاش في ستو هاوس.
- ثيوفيلوس هولبروك (1745-1824)، وزير وعالم نباتات هاوي ورئيس ليفربول أثينيوم من 1809 إلى 1813.
- الجنرال ريتشارد فايس (1746-1825) جنرال وعضو البرلمان عن دائرة بيفرلي الانتخابية في عام 1806.
- جوزيف بوتر (1756-1842) مهندس معماري وباني، وله أعمال كبيرة في ستافوردشاير والمقاطعات المجاورة.
- توماس داي (1748-1789)، مؤلف ومُلغي عقوبات الإعدام [42] عاش لفترة في ستو هاوس.
- هنري سولت (1780-1827)، فنان ورحالة ودبلوماسي وعالم مصريات،[43] أعطى مجموعة آثار مصرية للمتحف البريطاني.
- أميرال الأسطول السير ويليام باركر، أول بارون من شينستون (1781-1866) وضابط في البحرية الملكية.

### القرن التاسع عشر
- جون هيويت (1807-1878) أثري
- جيمس فاولر (1828-1892)، المعروف أيضًا باسم «فاولر أوف لاوث»،[44] مهندس كنسي من العصر الفيكتوري.
- ريتشارد جارنيت (1835–1906)، عالم وأمين مكتبة كاتب سيرة وشاعر
- والتر نويل هارتلي (1845-1913)، كيميائي[45] ورائد في التحليل الطيفي.
- فريدريك كينج (1853-1933)، عازف باريتون.
- المقدم مايكل سوينفن برون جي بي (1858-1948) جندي وقاضي وعمدة كبير ونائب لملازم ستافوردشاير أول.

### القرن لعشرون

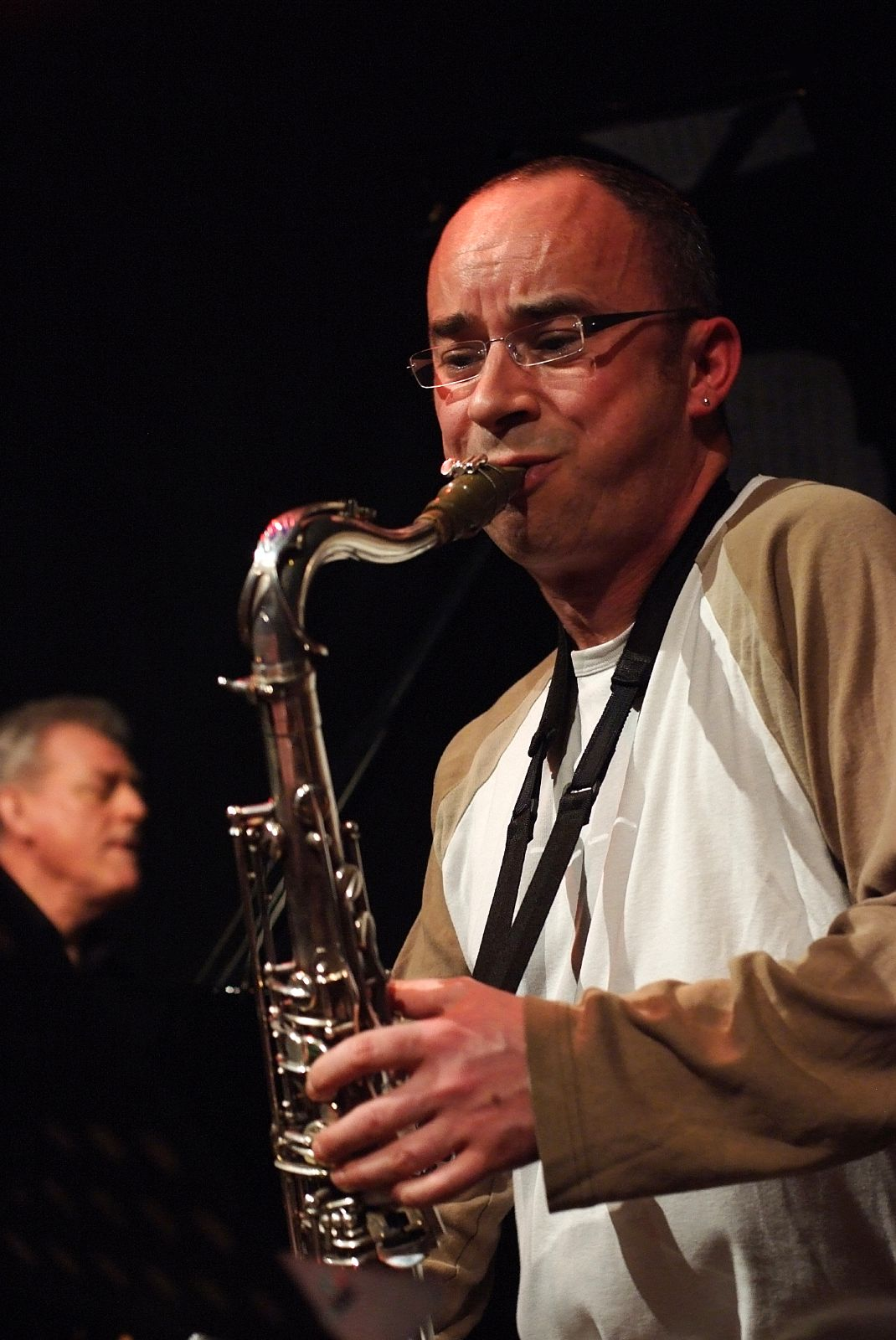
جوليان أرغيلس.

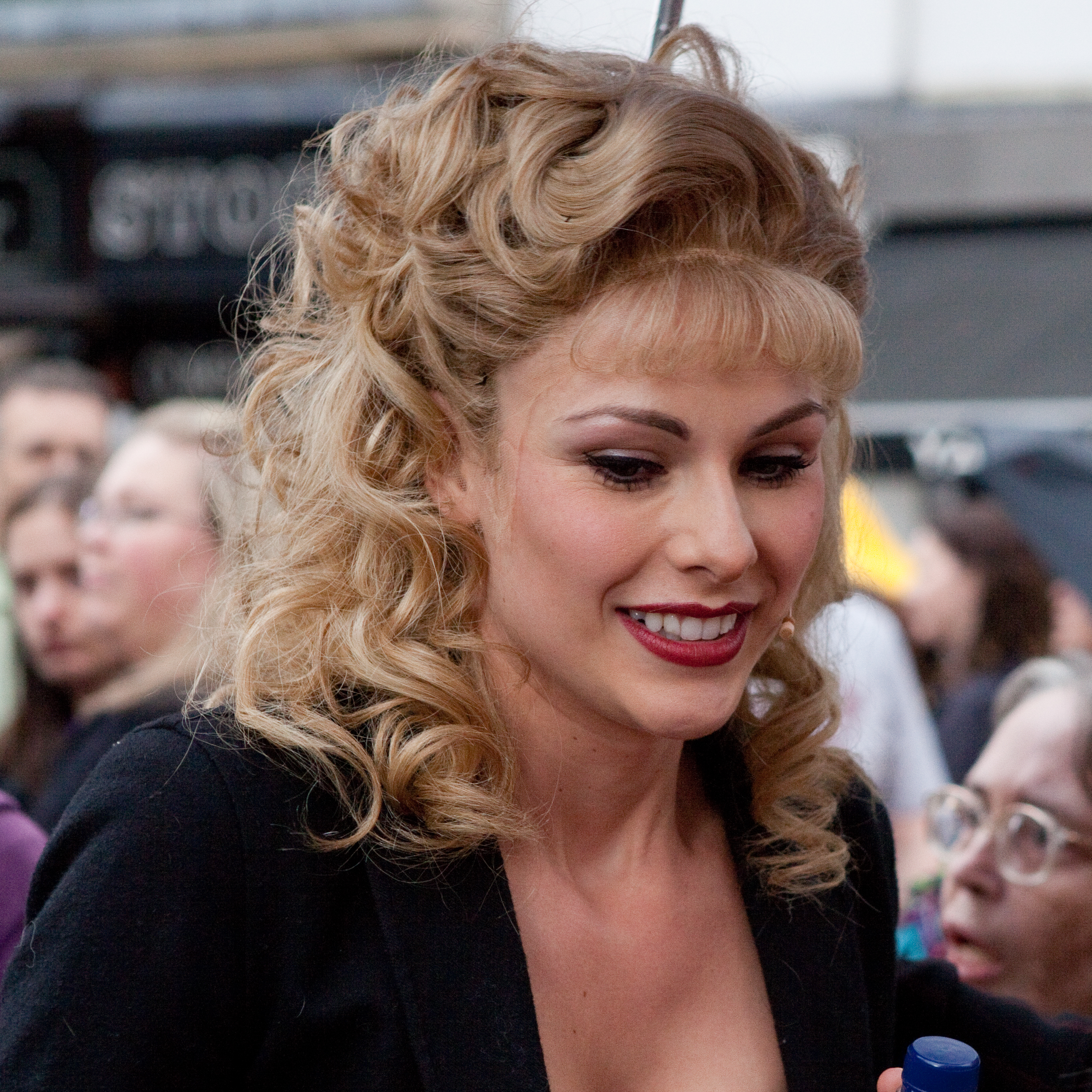
سيوبان ديلون في عام 2010.

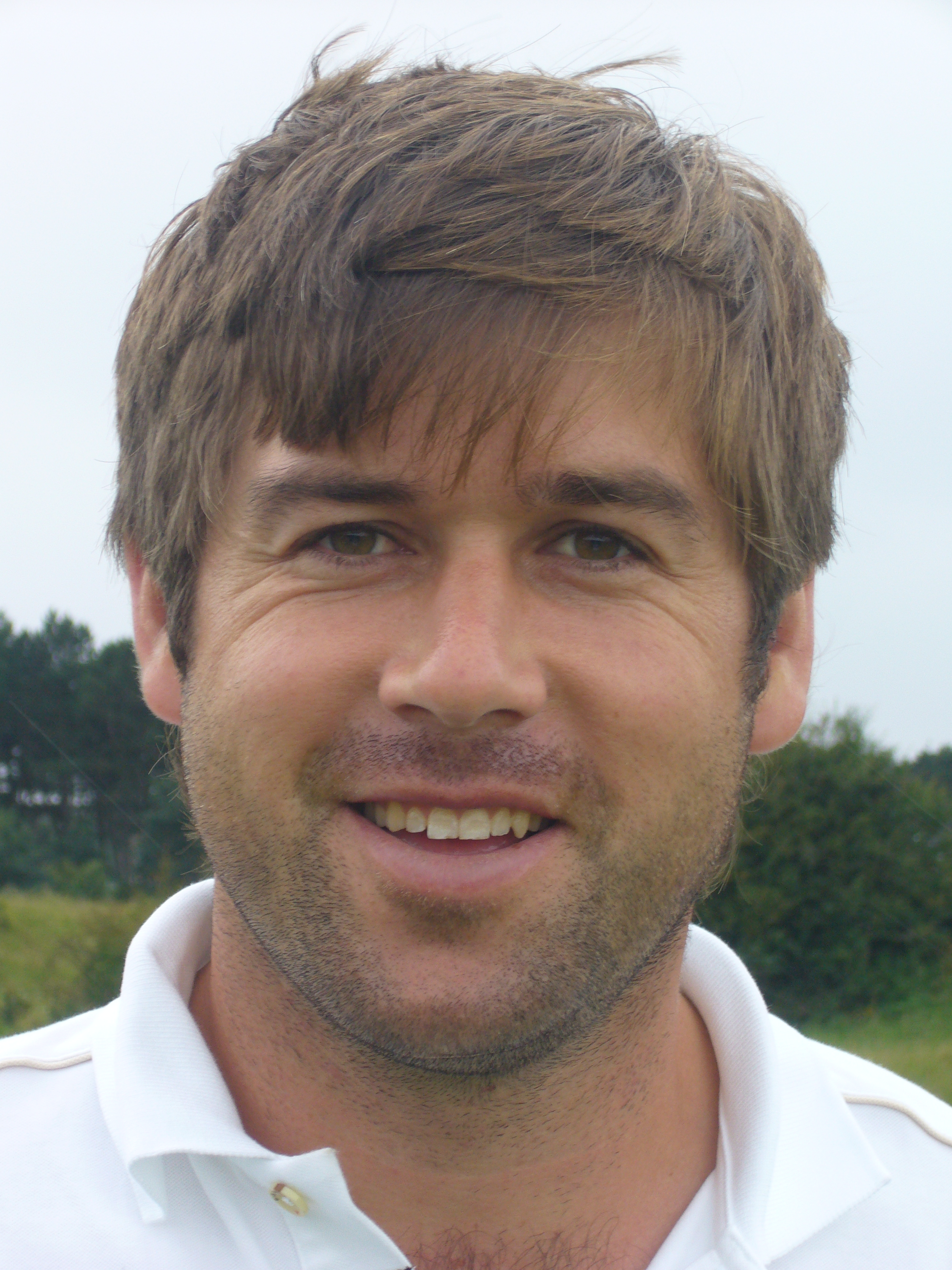
روبرت روك.

- ألاسدير ستيل بودجر (1924–2008)، جراح بيطري.
- إيلين هورسمان (1925-1999)، مؤلف.
- دينيس ألفا بارسونز (2012-1934)، نحات[46]
- مايكل لاسكي (مواليد 1944)، شاعر[47] ومحرر.
- جون هينش (1947-2021) عازف طبول، عازف الطبول االأصلي لفرقة جوداس بريست
- الفريق لويس ليليوهايت (مواليد 1948) طبيب متقاعد بالجيش البريطاني،[48]جراح عام من 2006 إلى 2009.
- فيل فورد (مواليد 1950) كاتب تلفزيوني[49]
- تشارلز لامبرت (مواليد 1953) روائي وكاتب قصص قصيرة.
- ريتشارد ألينسون (مواليد 1958) مذيع برنامج عطلة نهاية الأسبوع في الصباح الباكر على راديو بي بي سي 2.
- ديفيد تشارلز مانرز (مواليد 1965)، مصمم مسرحي ومؤلف ومؤسس جمعية خيرية.
- مارك ثويت (مواليد 1965)، عازف جيتار مع المغني تريكي والمغني بيتر ميرفي وفرقة الروك ذا ميسيون.
- جوليان أرغيليس (مواليد 1966)، عازف جاز[50] وعازف ساكسفون.
- هيلين باكسينديل (مواليد 1970)، ممثلة [51]
- ريتشي إدواردز (مواليد 1974)، عازف جيتار مع فرق الروك ستون غودز وذا داركنس.
- أدريان بوينتون (مواليد 1979)، كاتب سيناريو[52] وكاتب مسرحي وممثل كوميدي.
- سيان بروك (مواليد 1980)، ممثلة.[53]
- برين فاولر (مواليد 1982)، موسيقي وعازف جيتار ومغني داعم في فرقة ذا هولوايز.
- سيوبهان ديلون (ولد في 1984)، مغنية[54] وممثلة.

### رياضة
- تومي سكيلتون (1856-1900) فارس، ركب الحصان الفائز بالجائزة الوطنية الكبرى عام 1886؛ أولد جو.
- رولي هاربر (1881-1949)، لاعب كرة قدم محترف، ولد في ليتشفيلد.
- نويل جورج (1897-1929)، حارس مرمى [55] فريق وولفرهامبتون، توفي بسبب مرض في اللثة.
- روجر بيرمان (1943-2009)، لاعب كريكيت ومدير لعبة كريكيت.
- توم ليدبيتر (1945-1995)، سائق دراجات محترف ومسابق سبيدواي.
- جايسون روبنسون (مواليد 1965)، لاعب كريكيت.
- إيان رايت (مواليد 1972) لاعب كرة قدم سابق، [56] ظهر في 347 مباراة احترافية.
- ستيوارت رايدر (مواليد 1973)، لاعب كرة قدم سابق في نادي والسال ومنتخب إنجلترا تحت 21.
- آدم ويلكوكس (مواليد 1976)، سائق سباقات.
- روبرت روك (مواليد 1977)، لاعب غولف محترف، شارك في جولة رابطة لاعبي الغولف المحترفين الأوروبية، ومدرب سابق في مركزسوينغرس للغولف.
- غاري ميسون (مواليد 1979)، متسابق دراجات نارية في بطولة سوبربايك البريطانية.
- جيمس أوستن (مواليد 1983) لاعب جودو، شارك في دورة الألعاب الأولمبية الصيفية لعام 2012.

## المدن التوأمية
في أعقاب الحرب العالمية الثانية، في محاولة للمساعدة في منع صراع عالمي آخر ولتسهيل العلاقات بين الدول، ووقف التحيزات ضد الدول، تم توأمة مدينة ليتشفيلد مع:
| - ليمبورغ آن در لان، ألمانيا | - سانت فوا لي ليون ‏، فرنسا |

تتوفر صحف ليمبورغ وسانت فوا اليومية في مكتبة ليتشفيلد.

## روابط خارجية
- مجلس مدينة ليتشفيلد
- مجلس مقاطعة ليتشفيلد
- قم بزيارة Lichfield - Travel and Tourism body
- فنون ليتشفيلد
- Lichfield Gazette - مجلة إخبارية محلية
- ليتشفيلد آرتشر
- Gilman، D. C.؛ Peck، H. T.؛ Colby، F. M.، المحررون (1905). "Lichfield" . New International Encyclopedia (ط. 1st). New York: Dodd, Mead.
- Chisholm, Hugh, ed. (1911). "Lichfield" . Encyclopædia Britannica (بالإنجليزية) (11th ed.). Cambridge University Press.
- Rines، George Edwin، المحرر (1920). "Lichfield". الموسوعة الأمريكية. {{استشهاد بموسوعة}}: يحتوي الاستشهاد على وسيط غير معروف وفارغs: |HIDE_PARAMETER15=، |HIDE_PARAMETER4=، |HIDE_PARAMETER2=، |HIDE_PARAMETER21=، |HIDE_PARAMETER8=، |HIDE_PARAMETER17=، |HIDE_PARAMETER20=، |HIDE_PARAMETER5=، |HIDE_PARAMETER7=، |HIDE_PARAMETER16=، |HIDE_PARAMETER3=، |HIDE_PARAMETER22=، |HIDE_PARAMETER14=، |HIDE_PARAMETER13=، |HIDE_PARAMETER11=، |HIDE_PARAMETER10=، |HIDE_PARAMETER6=، |HIDE_PARAMETER9=، |HIDE_PARAMETER1=، |HIDE_PARAMETER23=، |HIDE_PARAMETER18=، |HIDE_PARAMETER19=، و|HIDE_PARAMETER12= (مساعدة)